# Фондан
Фондан (фр. fondant) јесте глазура која се користи за украшавање или обликовање торти и колача. Прави се од шећера, воде, желатина, биљне масноће и глицерола. Нема текстуру већине глазура; изваљани фондан је сличан тврдој глини, док је изливени фондан густа течност. Реч, на француском, значи „топљење“, долази из истог корена као фонди и ливница.

## Врсте ваљаног фондана
Роловани (ваљани) фондан, глазура од фондана или pettinice, који није исти материјал као изливени фондан, обично се користи за украшавање свадбених торти. Иако се свадбене торте традиционално праве са марципаном и краљевском глазуром, фондан је све чешћи због алергија на орашасте плодове јер не захтева брашно од бадема. Роловани фондан укључује желатин (или агар у вегетаријанским рецептима) и глицерин за храну, који одржава масу савитљивом и ствара конзистенцију попут теста. Роловани фондан се развлачи као кора за питу и њиме се прекрива колач.
Комерцијални стабилни ваљани фондан често се састоји углавном од шећера и хидрогенизованог уља. Међутим, доступне су различите формулације за комерцијални фондан који је стабилан при складиштењу и укључује друге састојке, као што су шећер, целулозна гума и вода.
Маршмелоу фондан је облик ваљаног фондана који често праве и користе домаћи пекари и аматери. Маршмелоу фондан се прави комбиновањем растопљеног белог слеза, воде, шећера у праху и чврсте биљне масноће. Пекари аматери користе овај рецепт за домаћи фондан због лаког приступа потребним састојцима.
Скулпторски фондант је сличан ваљаном фондану, али је чвршће конзистенције, што га чини добрим материјалом за вајање.
Шећерна паста или гумена паста је слична ваљаном фондану, али се потпуно стврдне — и стога се користи за веће украсе за торте, као што су фигуре младе и младожење, веће цвеће итд. Шећерна паста се прави углавном од беланаца, шећера у праху и масноће. Може се додати тилоза како би паста била савитљивија за рад са детаљима.

## Физичка хемија изливеног фондана
Изливени фондан настаје презасићењем воде са сахарозом. Више од два пута више шећера се раствара у води на тачки кључања него на собној температури. Након што се сахароза раствори, ако се раствор остави да се охлади, шећер остаје растворен у презасићеном раствору док не дође до нуклеације. Док је раствор презасићен, ако кувар стави кристале шећера  (нерастворену сахарозу) у мешавину или промеша раствор, растворена сахароза кристализује и формира велике, хрскаве кристале (тако се праве камене бомбоне). Међутим, ако кувар пусти да се раствор неометано охлади, а затим га снажно промеша, формира се много сићушних кристала, што резултира фонданом глатке текстуре.

## Галерија
- Торта преливена чоколадним фонданом
- Торта прекривена фонданом који приказује прибор за шивење
- Рођенданска торта прекривена фонданом
- Торта прекривена фонданом са цвећем
- Црвени фондан на торти за Дан заљубљених
- Ускршња торта са јајима
- " Операција"  торта од фондана
- Капкејк - колачи украшени фонданом
- Мајмун од фондана
- Рођендански колач